# Bourgvallées
Bourgvallées [buʁvale] est une commune nouvelle française située dans le département de la Manche en région Normandie, peuplée de 3 319 habitants.
Elle est créée le 1er janvier 2016 par la fusion de quatre communes, sous le régime juridique des communes nouvelles. Les communes de Gourfaleur, La Mancellière-sur-Vire, Saint-Romphaire et Saint-Samson-de-Bonfossé deviennent des communes déléguées. Le 1er janvier 2019, la commune est élargie avec l'intégration de Soulles et Le Mesnil-Herman.

## Géographie
| Canisy (comm. dél. de Saint-Ébremond-de-Bonfossé) | Saint-Lô                                   | Baudre                                                                                     |
| Canisy (comm. dél. de Saint-Ébremond-de-Bonfossé) | Bourgvallées                               | Sainte-Suzanne-sur-Vire, Condé-sur-Vire (propre territoire et comm. dél. du Mesnil-Raoult) |
| Saint-Martin-de-Bonfossé                          | Moyon Villages (comm. dél. du Mesnil-Opac) | Troisgots                                                                                  |

### Hydrographie
La commune est située dans le bassin Seine-Normandie. Elle est drainée par la Vire, la Soulles, l'Hain, le ruisseau du Dillon, le cours d'eau 01 de la Ferme des Veaux, le cours d'eau 01 de la Hullière, le cours d'eau 01 de la Lande Mathieu, le cours d'eau 01 de la Perrerie, le cours d'eau 01 du Hamel au Duc, le cours d'eau 01 du Pont de Vire, le cours d'eau 09 du Hamel, le fossé 01 de Besnard, le fossé 01 de la Fossarderie, le fossé 01 de la Fossetière, le fossé 01 de la Riquerie, le fossé 01 de l'Hôtel Brohier, le fossé 01 de l'Oblinière, le fossé 01 de Pasquerie, le fossé 01 des Anneries, le fossé 01 du Pont de Gourfaleur, le fossé 02 de la Frémondière, le fossé 03 de la Malherbière, le fossé 05 du Bourg, le fossé 12 de la Lande, le fossé 14 du Château, le ruisseau de la Planche Feron, le ruisseau des Bois, le ruisseau du Hameau Bernard, la Vire et divers autres petits cours d'eau,.
La Vire, d'une longueur de 128 km, prend sa source dans la commune de Vire Normandie et se jette  dans la baie de Seine en limite d'Osmanville et de Carentan-les-Marais, après avoir traversé 27 communes. 
La Soulles, d'une longueur de 52 km, prend sa source dans la commune de Percy-en-Normandie et se jette  dans la Sienne à Heugueville-sur-Sienne, après avoir traversé 19 communes. 

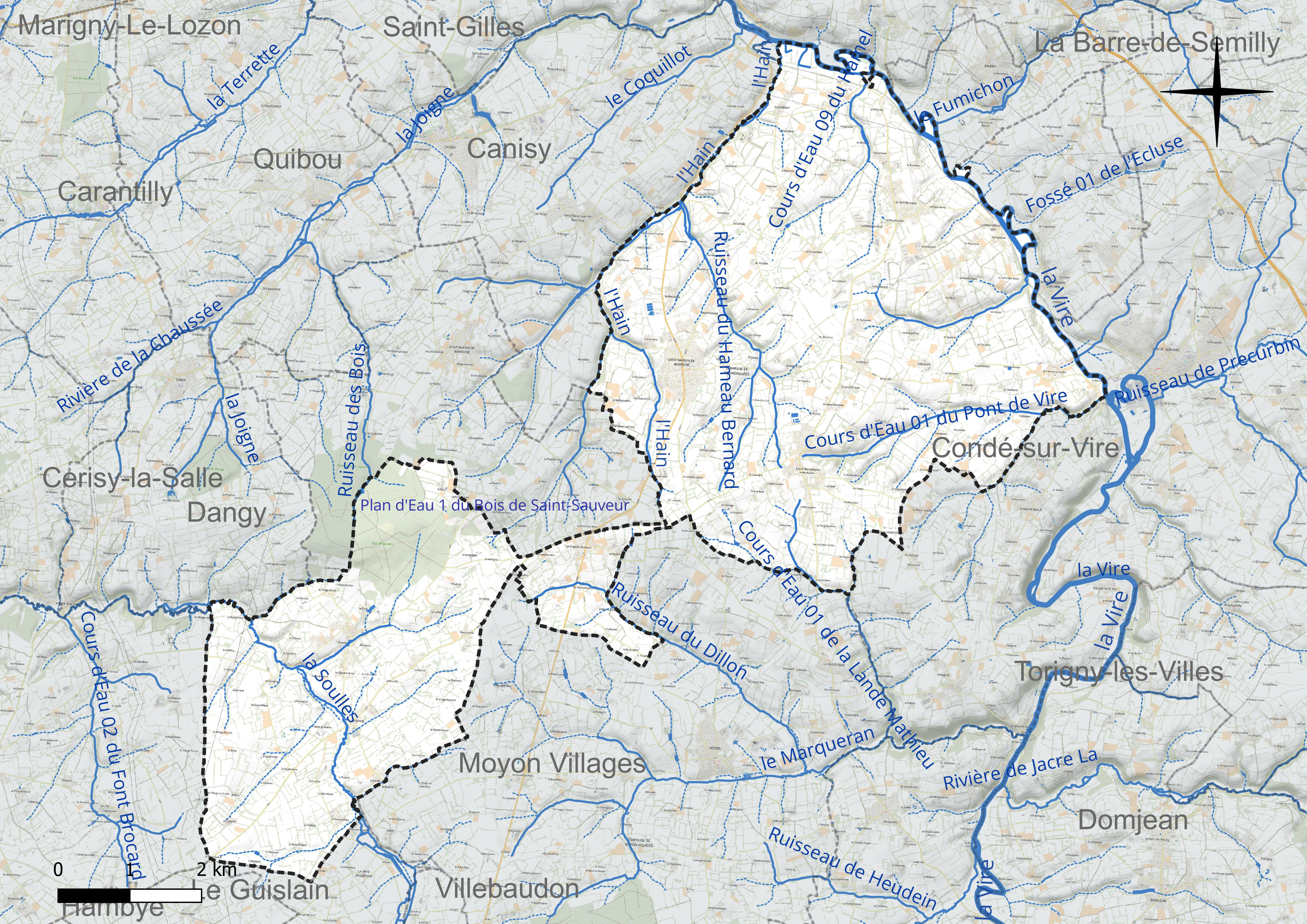
Réseau hydrographique de Bourgvallées.

Un plan d'eau complète le réseau hydrographique : le plan d'eau 1 du Bois de Saint-Sauveur, d'une superficie totale de 0,6 ha (0,4 ha sur la commune),.

### Climat
Pour des articles plus généraux, voir Climat de la Normandie et Climat de la Manche.
En 2010, le climat de la commune est de type climat océanique franc, selon une étude du CNRS s'appuyant sur une série de données couvrant la période 1971-2000. En 2020, Météo-France publie une typologie des climats de la France métropolitaine dans laquelle la commune est exposée à un climat océanique et est dans la région climatique Normandie (Cotentin, Orne), caractérisée par une pluviométrie relativement élevée (850 mm/a) et un été frais (15,5 °C) et venté. Parallèlement le GIEC normand, un groupe régional d’experts sur le climat, différencie quant à lui, dans une étude de 2020, trois grands types de climats pour la région Normandie, nuancés à une échelle plus fine par les facteurs géographiques locaux. La commune est, selon ce zonage, exposée à un « climat contrasté des collines », correspondant au Bocage normand, bien arrosé, voire très arrosé sur les reliefs les plus exposés au flux d’ouest, et frais en raison de l’altitude.
Pour la période 1971-2000, la température annuelle moyenne est de 10,7 °C, avec une amplitude thermique annuelle de 11,9 °C. Le cumul annuel moyen de précipitations est de 1 010 mm, avec 14,8 jours de précipitations en janvier et 8,8 jours en juillet. Pour la période 1991-2020, la température moyenne annuelle observée sur la station météorologique la plus proche, située sur la commune de Condé-sur-Vire à 7 km à vol d'oiseau, est de 11,3 °C et le cumul annuel moyen de précipitations est de 956,7 mm,. Pour l'avenir, les paramètres climatiques de la commune estimés pour 2050 selon différents scénarios d’émission de gaz à effet de serre sont consultables sur un site dédié publié par Météo-France en novembre 2022.

## Urbanisme

### Typologie
Au 1er janvier 2024, Bourgvallées est catégorisée commune rurale à habitat dispersé, selon la nouvelle grille communale de densité à sept niveaux définie par l'Insee en 2022.
Elle est située hors unité urbaine. Par ailleurs la commune fait partie de l'aire d'attraction de Saint-Lô, dont elle est une commune de la couronne,. Cette aire, qui regroupe 63 communes, est catégorisée dans les aires de 50 000 à moins de 200 000 habitants,.

## Toponymie
Le nom fait référence au Bourg et aux Vallées de la Vire et autres affluents. Ce nom s'est voulu relativement ouvert pour que d'autres communes puissent rejoindre la commune nouvelle.

## Histoire

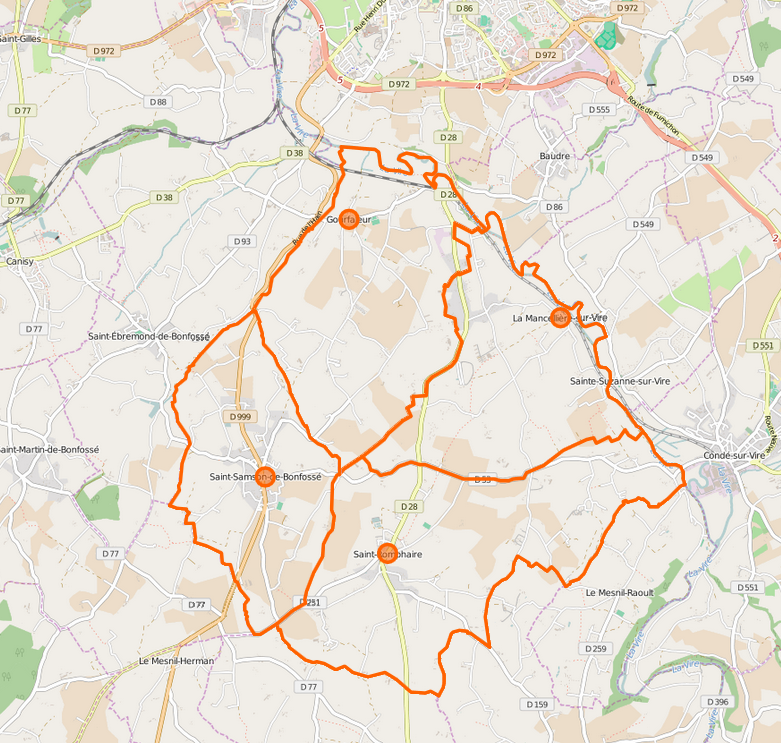
Les quatre communes déléguées.

La commune est créée le 1er janvier 2016 par un arrêté préfectoral du 4 décembre 2015, par la fusion de quatre communes, sous le régime juridique des communes nouvelles instauré par la loi no 2010-1563 du 16 décembre 2010 de réforme des collectivités territoriales. Les communes de Gourfaleur, La Mancellière-sur-Vire, Saint-Romphaire et Saint-Samson-de-Bonfossé deviennent des communes déléguées et Saint-Samson-de-Bonfossé est le chef-lieu de la commune nouvelle.
Si le processus de fusion avait été engagé au niveau des douze communes de la communauté de communes de Canisy mais lors du vote simultané dans chaque commune, seules deux d'entre elles, Canisy et Saint-Martin-de-Bonfossé, émettent un vote défavorable. Les quatre communes décident alors de composer une commune nouvelle de moindre ampleur. Cette création intervient également dans le contexte d'une intégration en 2017 de la communauté de communes au sein de Saint-Lô Agglo.

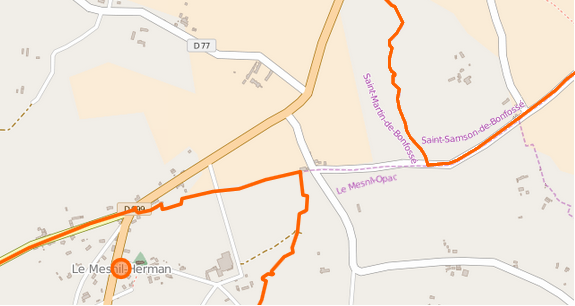
La limite avec Le Mesnil-Herman avant septembre 2018.

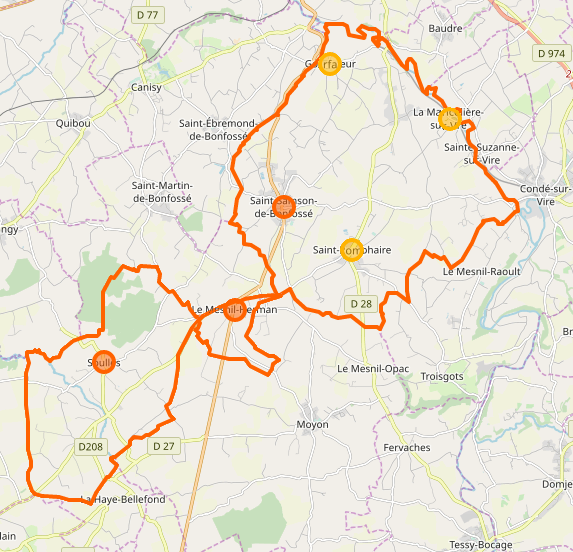
Évolution de la commune nouvelle en 2019.

Les communes du Mesnil-Herman et Soulles ont émis le souhait de rejoindre cette entité et ont participé comme observateur à la rédaction de la charte mais sont exclues du fait de l'absence de continuité géographique. La commune du Mesnil-Herman a déposé une requête auprès de la préfecture pour changer les limites de sa commune avec Saint-Martin-de-Bonfossé sur les 500 mètres de la D 251 qui la sépare de Saint-Samson-de-Bonfossé. Face au refus de la commune, la commune du Mesnil-Herman contourne le problème en sollicitant la cession d’un terrain situé sur la commune de Moyon Villages. Il faudra attendre la publication du décret au Journal officiel publié le 28 septembre 2018 pour entériner les modifications des circonscriptions administratives des communes du Mesnil-Herman et de Moyon Villages entraînant modification des cantons Saint-Lô-2) et Condé-sur-Vire pour que la commune du Mesnil-Herman soit limitrophe.
Le 1er janvier 2019, Soulles et Le Mesnil-Herman fusionne avec Bourgvallées par arrêté du 14 décembre 2018. Les communes déléguées sont conservées. La continuité territoriale est très fine puisque la limite entre les communes de Saint-Sansom-de-Bonfossé et du Mesnil-Herman s'étend sur 700 mètres et celle entre Le Mesnil-Herman et Soulles sur 200 mètres.

## Politique et administration

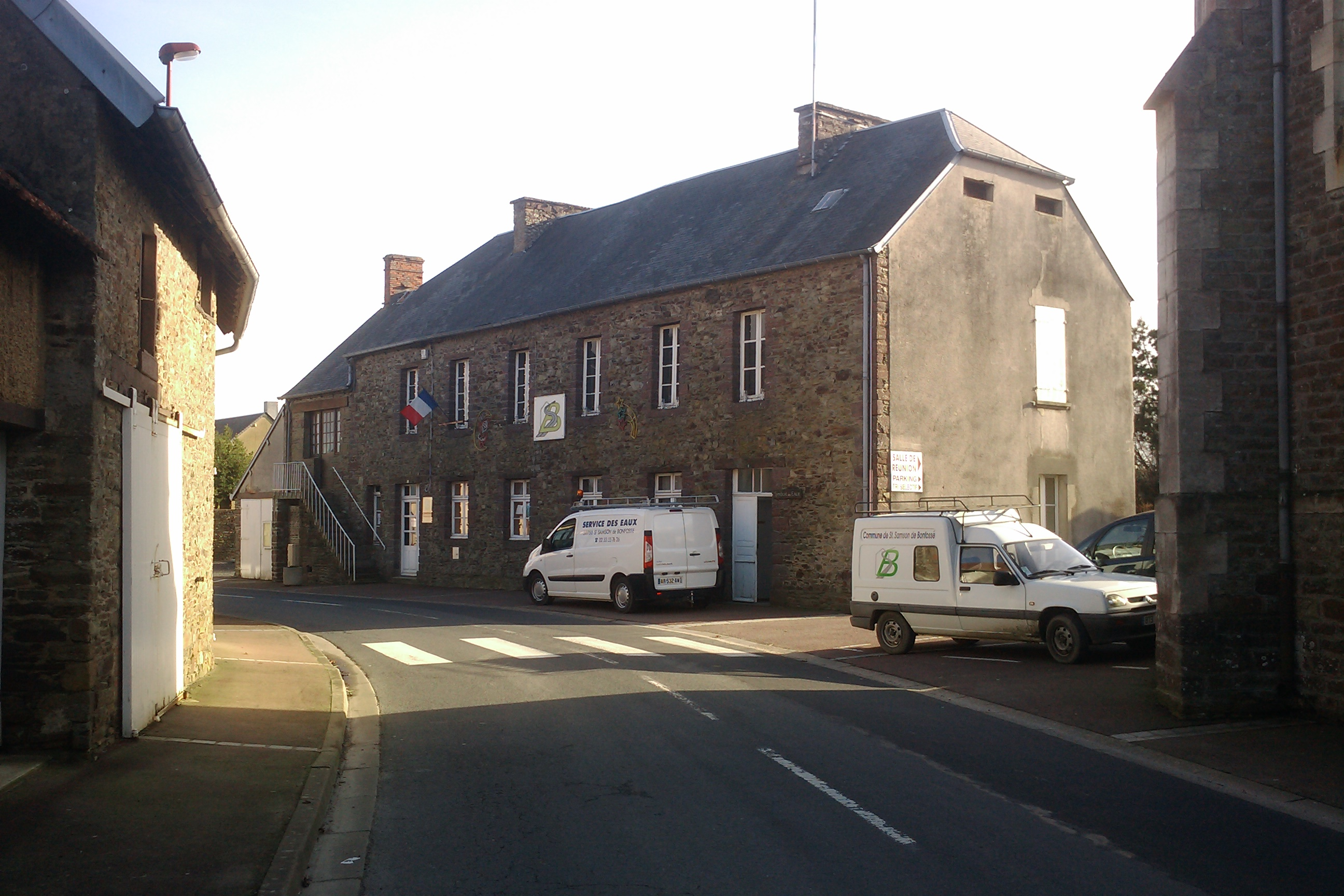
La mairie.

En attendant les élections municipales de 2020, le conseil municipal élisant le maire est composé des conseillers des quatre anciennes communes.
| Période      | Période  | Identité           | Étiquette | Qualité |
| ------------ | -------- | ------------------ | --------- | --- |
| janvier 2016 | mai 2020 | Henri-Paul Tressel | DVD       | Conseiller agricole, ancien maire de Saint-Samson-de-Bonfossé Réélu maire de la commune nouvelle pour le mandat 2019-2020 |
| mai 2020     | En cours | Claude Javalet     | SE        | Retraité de l'usine SEB                                                                                                   |

## Démographie
L'évolution du nombre d'habitants est connue à travers les recensements de la population effectués dans la commune depuis sa création.
En 2022, la commune comptait 3 319 habitants, en évolution de +28,94 % par rapport à 2016 (Manche : −0,31 %, France hors Mayotte : +2,11 %).
| 2018  | 2022  |
| ----- | ----- |
| 3 240 | 3 319 |

| Nom                              | Code Insee | Intercommunalité  | Superficie (km2) | Population (dernière pop. légale) | Densité (hab./km2) |
| -------------------------------- | ---------- | ----------------- | ---------------- | --------------------------------- | ------------------ |
| Saint-Samson-de-Bonfossé (siège) | 50546      | CA Saint-Lô Agglo | 6,28             | 926 (2021)                        | 147                |
| Gourfaleur                       | 50213      | CA Saint-Lô Agglo | 8,45             | 460 (2021)                        | 54                 |
| La Mancellière-sur-Vire          | 50287      | CA Saint-Lô Agglo | 6,80             | 548 (2021)                        | 81                 |
| Saint-Romphaire                  | 50545      | CA Saint-Lô Agglo | 9,97             | 771 (2021)                        | 77                 |
| Le Mesnil-Herman                 | 50313      | CA Saint-Lô Agglo | 1,91             | 139 (2021)                        | 73                 |
| Soulles                          | 50581      | CA Saint-Lô Agglo | 14,86            | 468 (2021)                        | 31                 |

## Culture locale et patrimoine

### Patrimoine religieux
- Église Saint-Samson, des XVIIIe et XXe siècles, à Saint-Samson-de-Bonfossé.
- Église Notre-Dame de Gourfaleur, du XIIe siècle (parties d'appareil en arête-de-poisson), très remaniée au XIXe.
- Église Saint-Jean-Baptiste de La Mancellière-sur-Vire, classée monument historique depuis le 4 juillet 2005[58].
- Église Saint-Romphaire, du XVIIIe siècle.
- Église Saint-Pierre du Mesnil-Herman, du XVe siècle.
- Église Saint-Martin de Soulles, du XVIIe siècle.

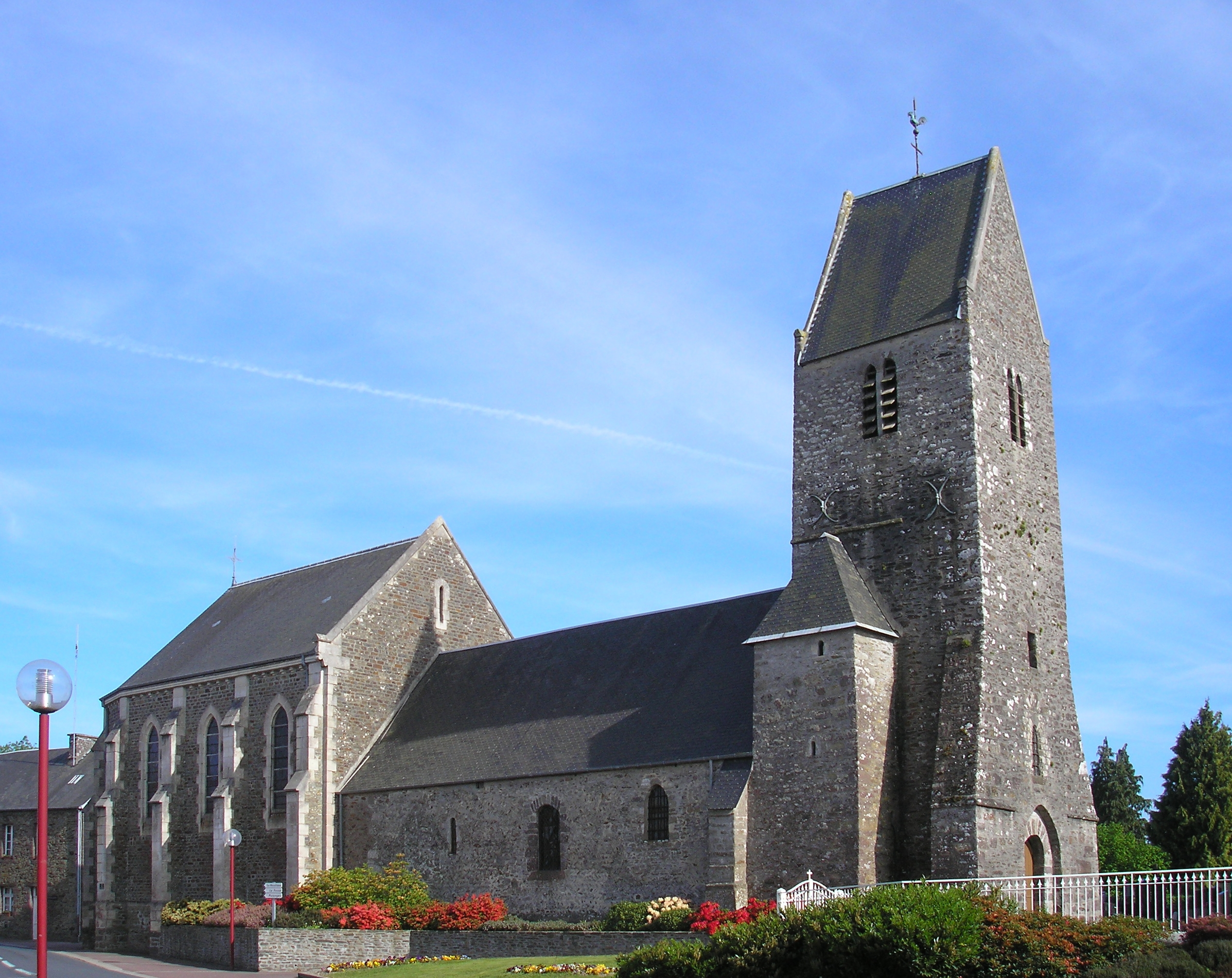
L'église Saint-Samson à Saint-Samson-de-Bonfossé.
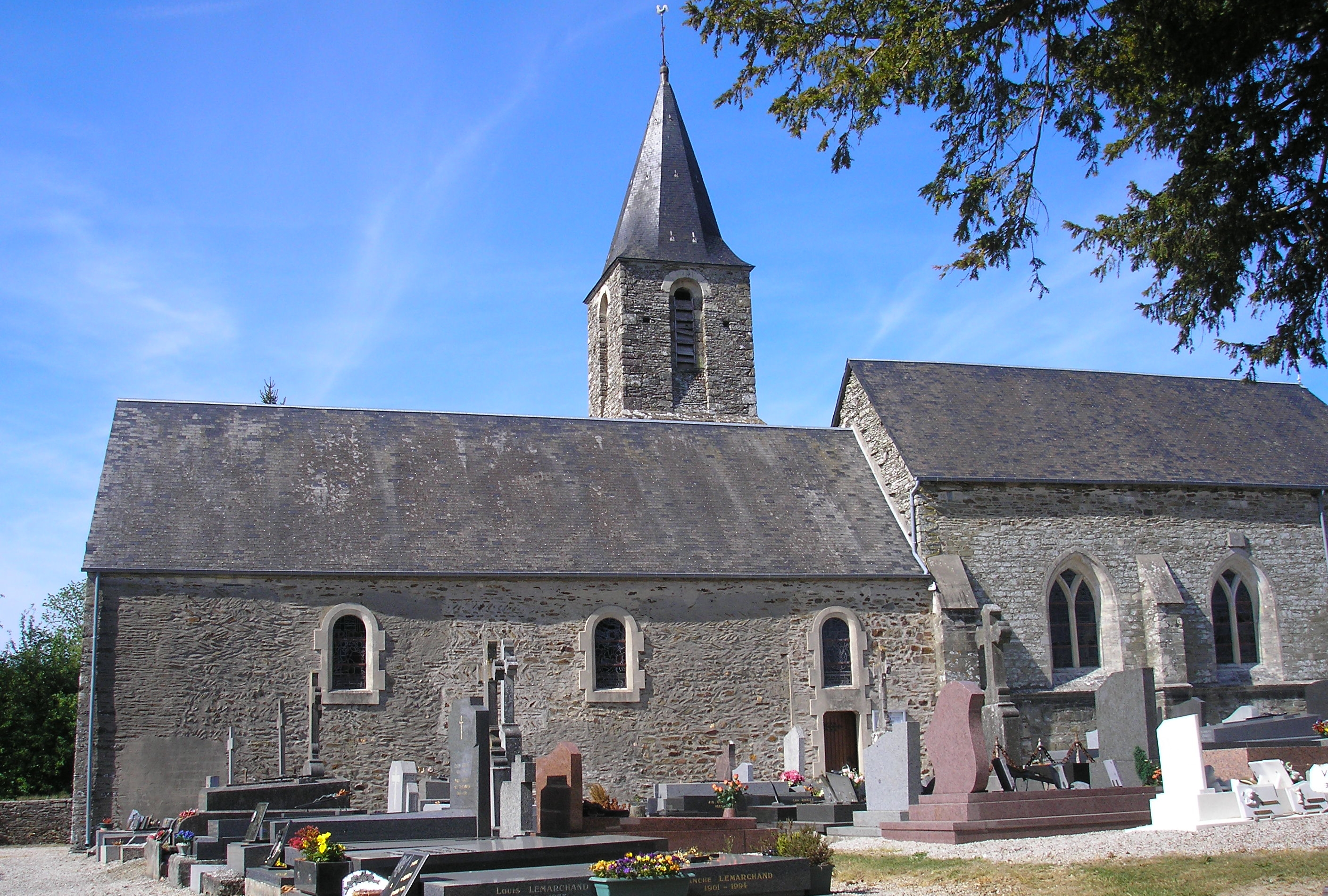
L'église Notre-Dame de Gourfaleur.
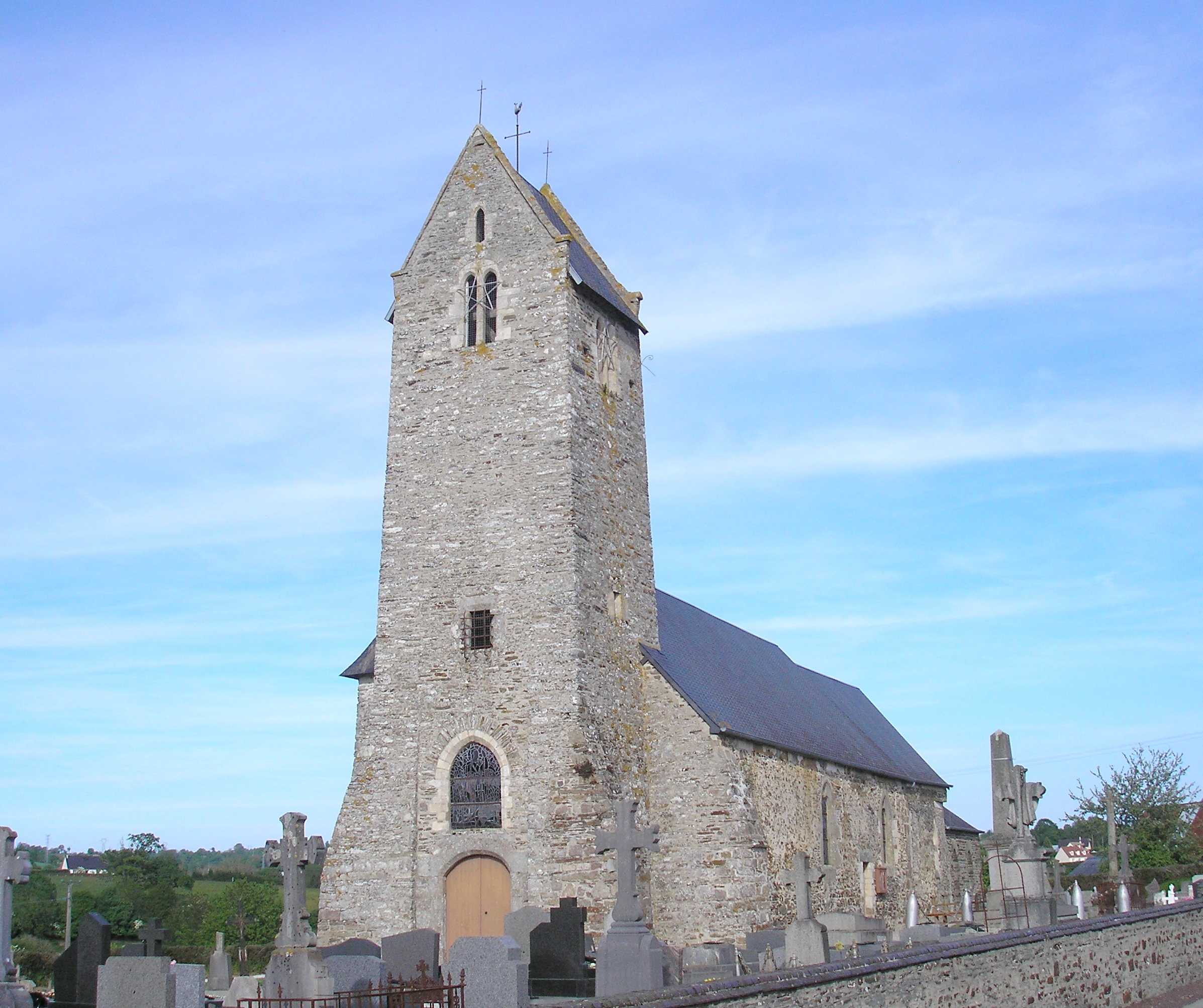
L'église Saint-Jean-Baptiste à La Mancellière-sur-Vire.
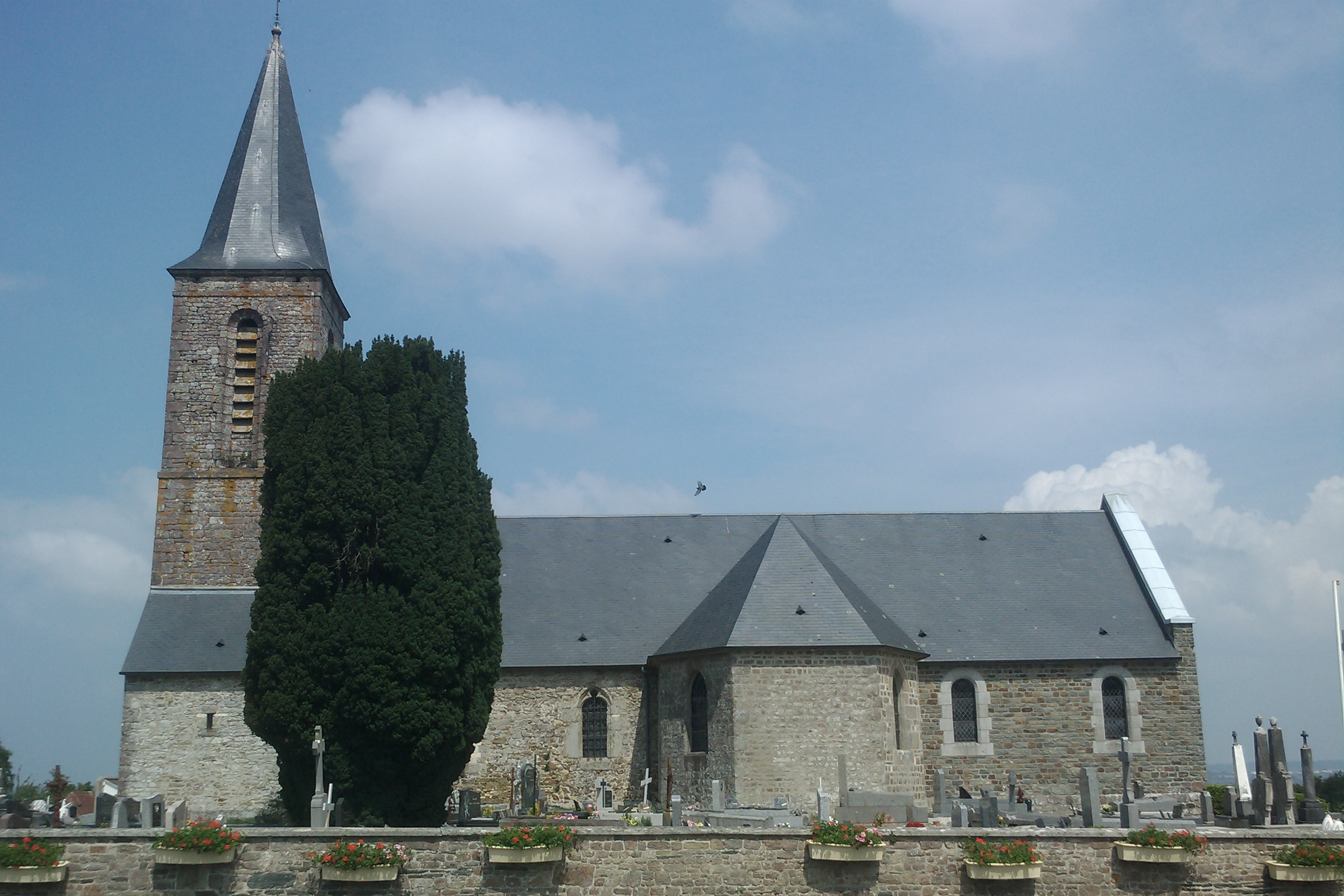
L'église Saint-Romphaire.
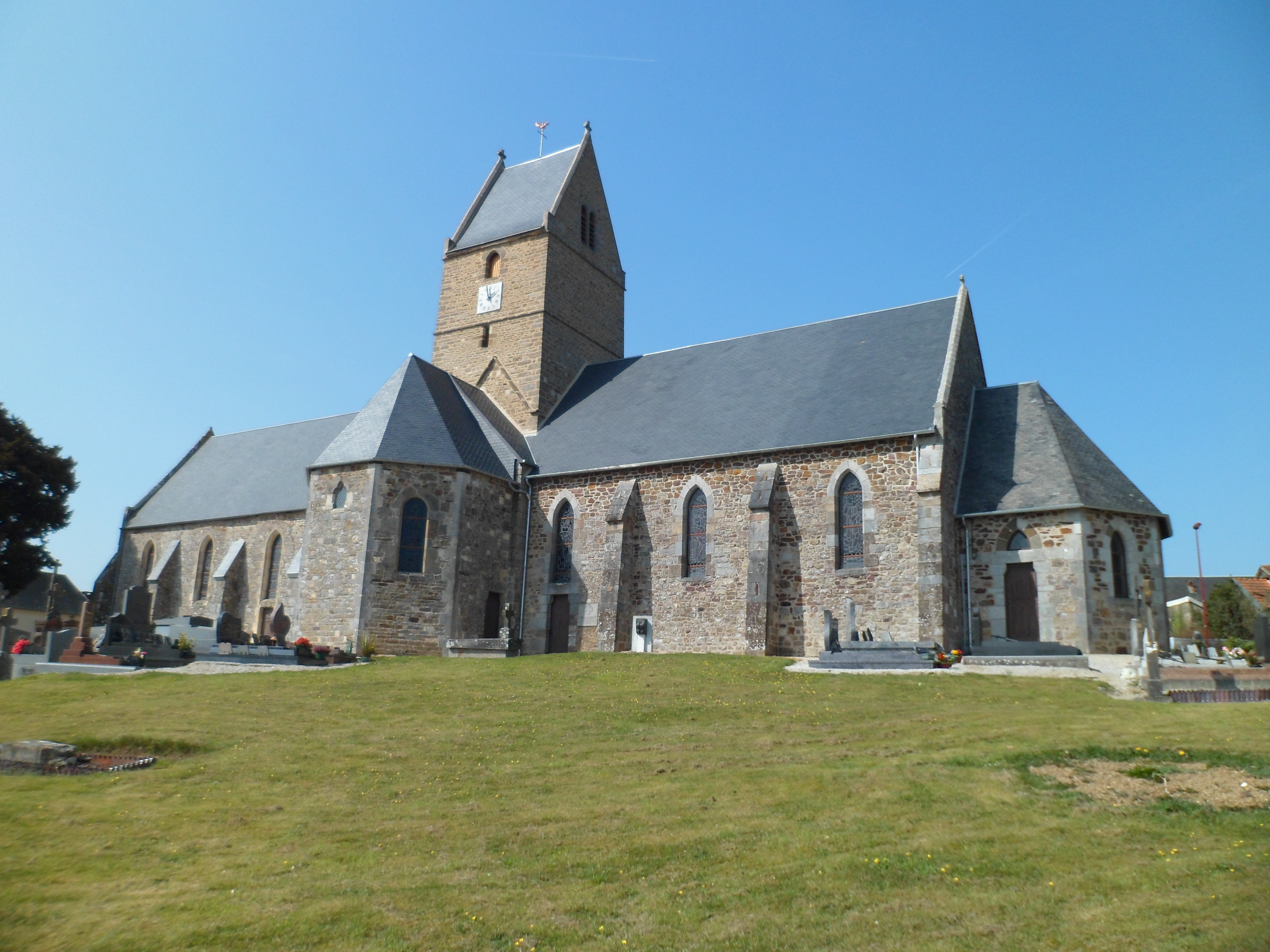
L'église Saint-Martin de Soulles.
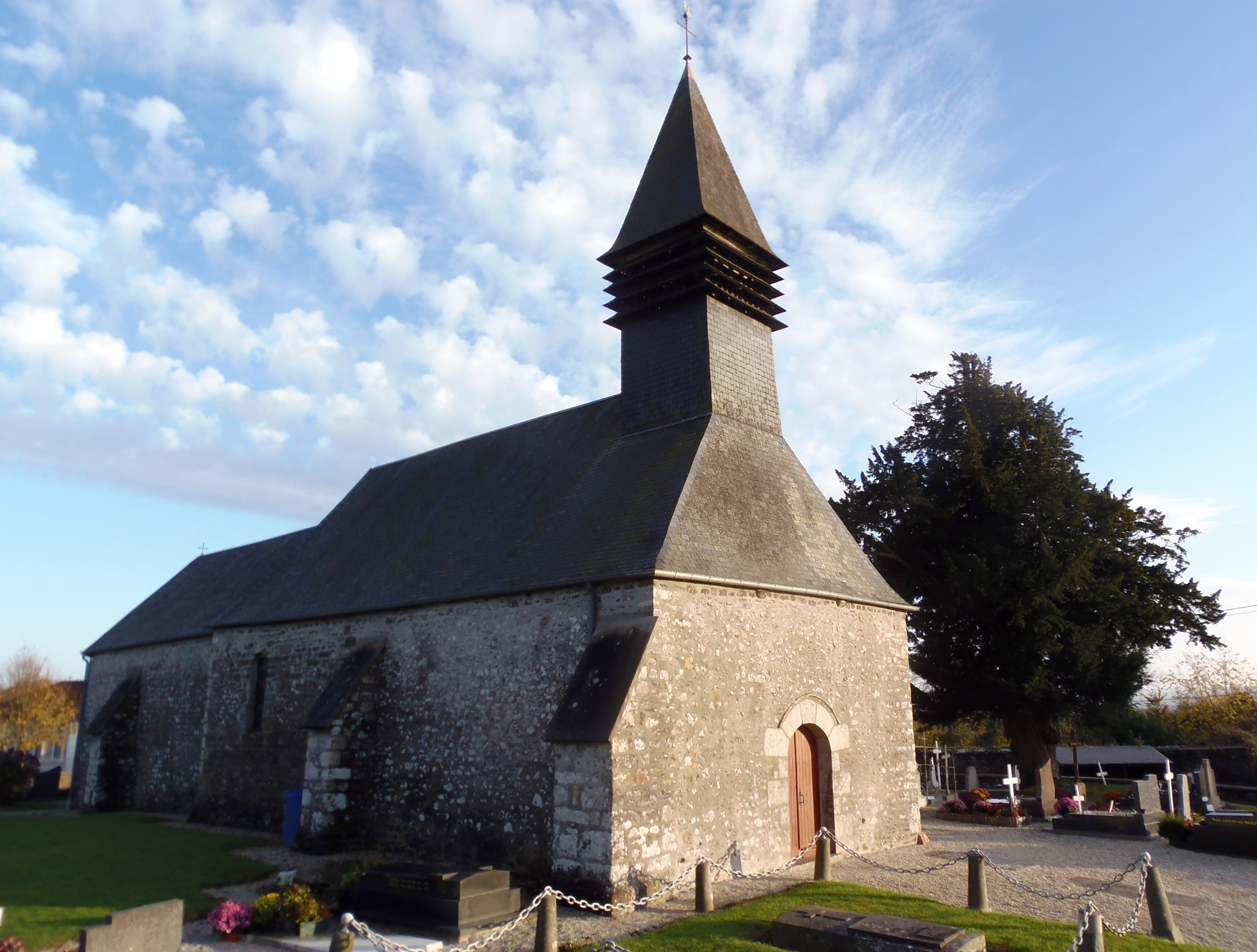
L'église Saint-Pierre du Mesnil-Herman.

### Lieux et monuments
- Château du Béron (XVIIe / XIXe).
- Manoir de la Cour (XVIe).
- Manoir de Saint-Lubin.
- Cahanel (XVIe / XIXe).

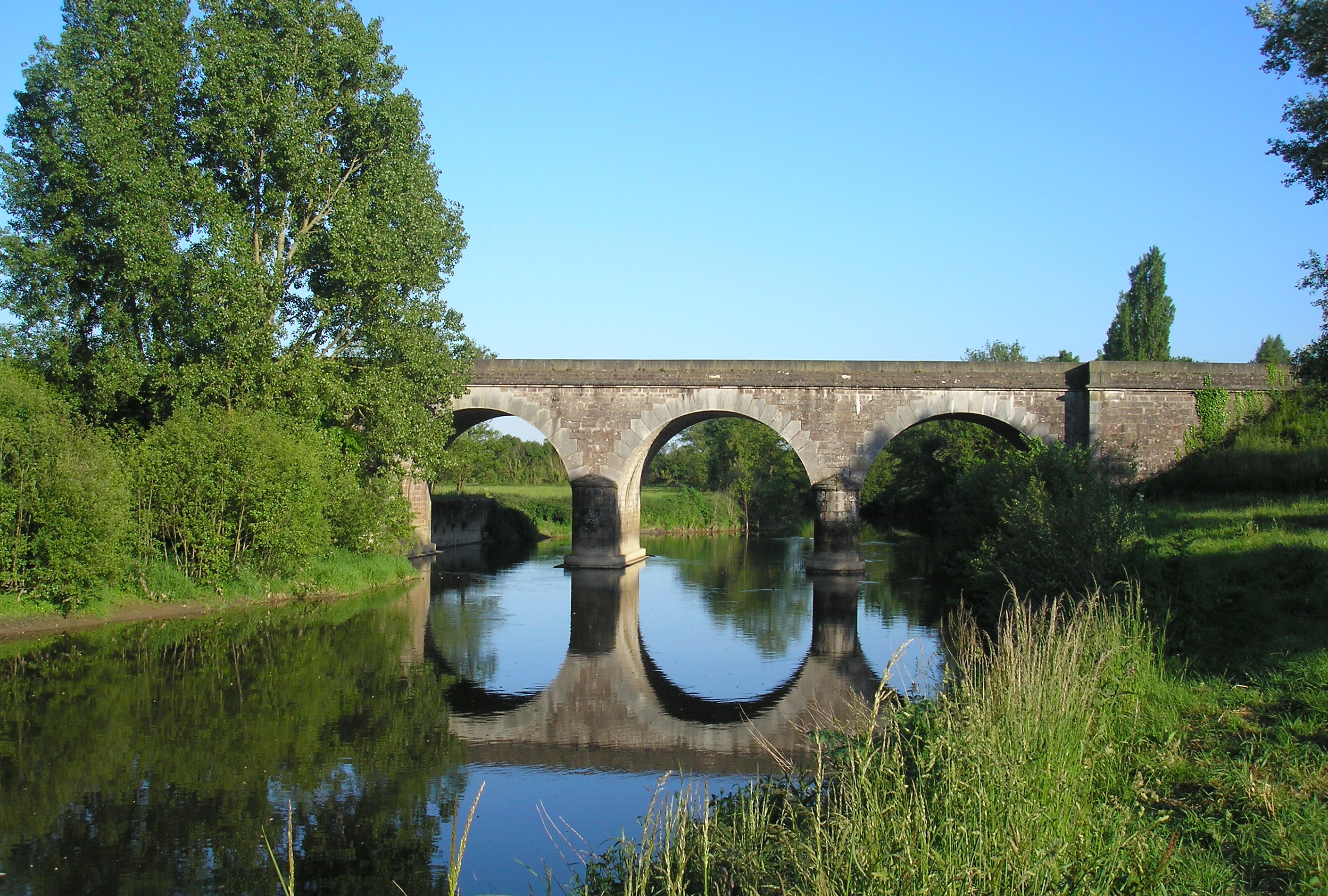
Le pont de Gourfaleur sur la Vire.

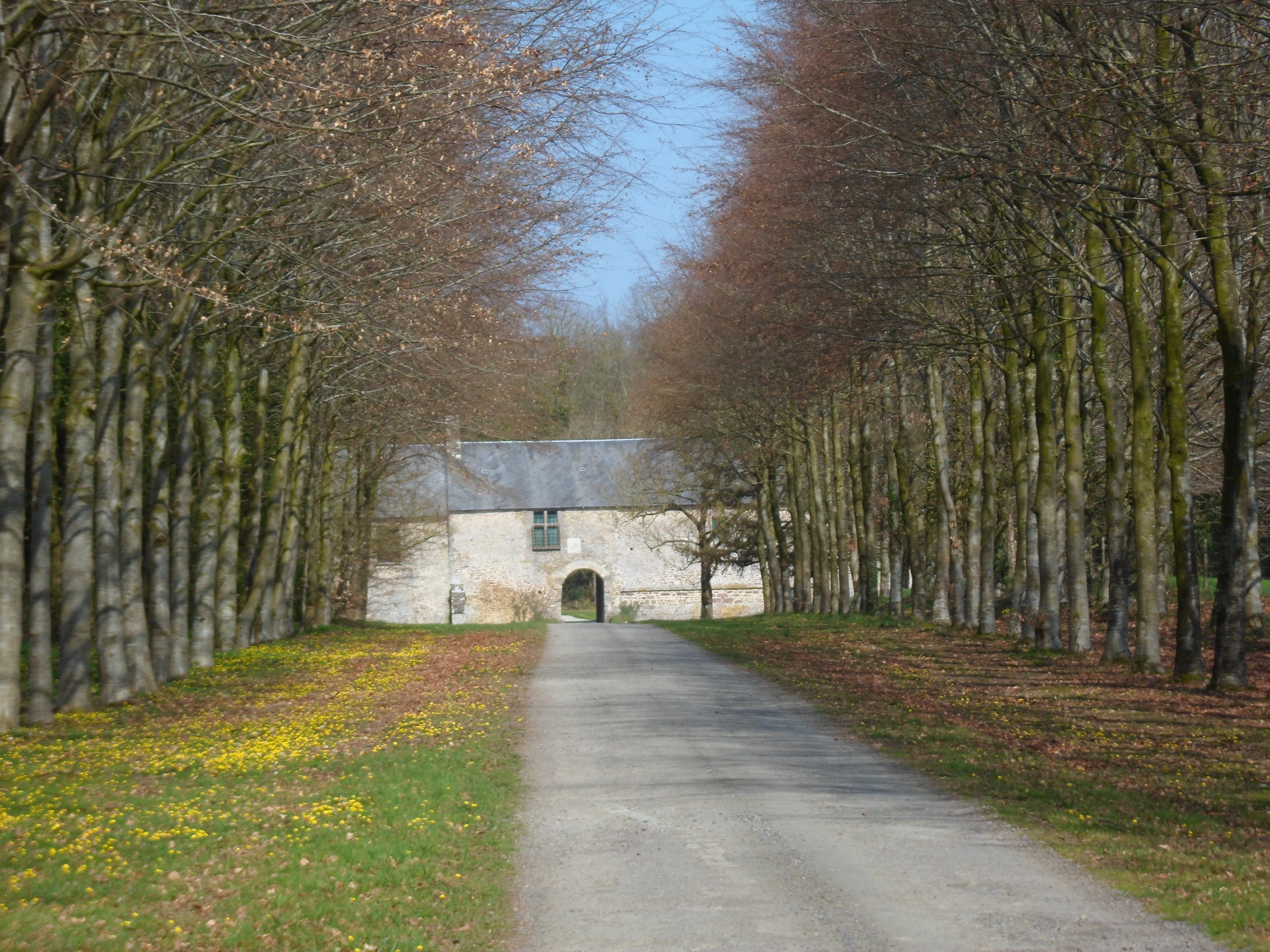
La Cour de Soulles.

- Site de l'ancienne gare et du pont de Gourfaleur (en fait partagé avec les territoires de Baudre et Saint-Lô).
- Vallée de la Vire à son confluent avec l'Hain.
- Poribé (XVIIe).
- Le Petit-Aubigny.
- La Gonnivière.
- Château de la Riquerie (XVIIIe).
- La Hédouvière (XVIe / XIXe).
- Ferme de la Riquerie (XVIIIe / XIXe).
- Ferme-manoir (XVe) de la Cour de Soulles (XVe).
- Château  (style néo-Louis XIII, 1869), parc.

## Pour approfondir